# 乌日娜
乌日娜（？—），中国鄂温克族歌手、演员、中央民族大学硕士生导师。代表作品《苍茫谣》、《走进草原》、《春天来了》、《吉祥三宝》

## 音乐作品
- 吉祥三宝
- 套马杆
- 春天来了
- 酒歌
- 敖包相会
- 祝福
- 金色的沙漠上
- 丰收的果园
- 不为唱歌而唱歌[3]